# Десподов, Кирил
Кирил Василев Десподов (болг. Кирил Василев Десподов; род. 11 ноября 1996, Кресна, Благоевградская область) — болгарский футболист, нападающий клуба ПАОК и сборной Болгарии.

## Клубная карьера
Кирилл Десподов является одной из новых больших надежд болгарского футбола. Ему ещё не исполнилось 16 лет, а он уже дебютировал в молодёжной сборной Болгарии (до 19), а потом и в чемпионате Болгарии в возрасте 15 лет и 7 месяцев. Раньше него вышел на поле лишь Георги Соколов, дебют которого состоялся в 1957 году в возрасте 15 лет и 5 месяцев.
12 мая 2012 года главный тренер «Литекса» (Ловеч) Христо Стоичков выпустил Десподова в игре против «Калиакры», заменив Светослава Тодорова (5:0). За «Литекс» провёл 37 матчей за основной состав и 13 за дубль.
Летом 2016 года подписал контракт с ЦСКА.
В январе 2019 года Десподов перешёл в «Кальяри». В сезоне 2019/20 выступал на правах аренды за австрийский «Штурм». В октябре 2020 года перешёл на правах годичной аренды в «Лудогорец». По окончании сезона 2020/21 руководство «Лудогорца» выкупило контракт футболиста у итальянского клуба за 2 миллиона евро.
4 сентября 2023 года перешёл в греческий ПАОК, сумма трансфера составила 3.5 миллиона евро.

## Карьера в сборной
Выступал за юношеские сборные Болгарии до 17 (2012—2013) и до 19 лет (2012—2015), а также за молодёжную сборную до 21 года (2015).
В составе национальной сборной Болгарии дебютировал 7 февраля 2015 года в товарищеской игре против Румынии (0:0).